# كريستيان ستيوارت
كريستيان ستيوارت (بالإنجليزية: Christian Stewart)‏ هو لاعب اتحاد الرغبي جنوب أفريقي، ولد في 17 أكتوبر 1966 في تورونتو في كندا.